# Змова в Мінас-Жерайсі

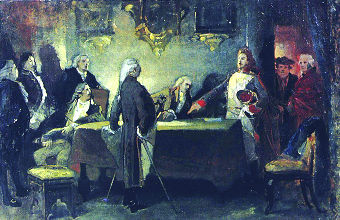
Зустріч змовників. Картина Педру Америку

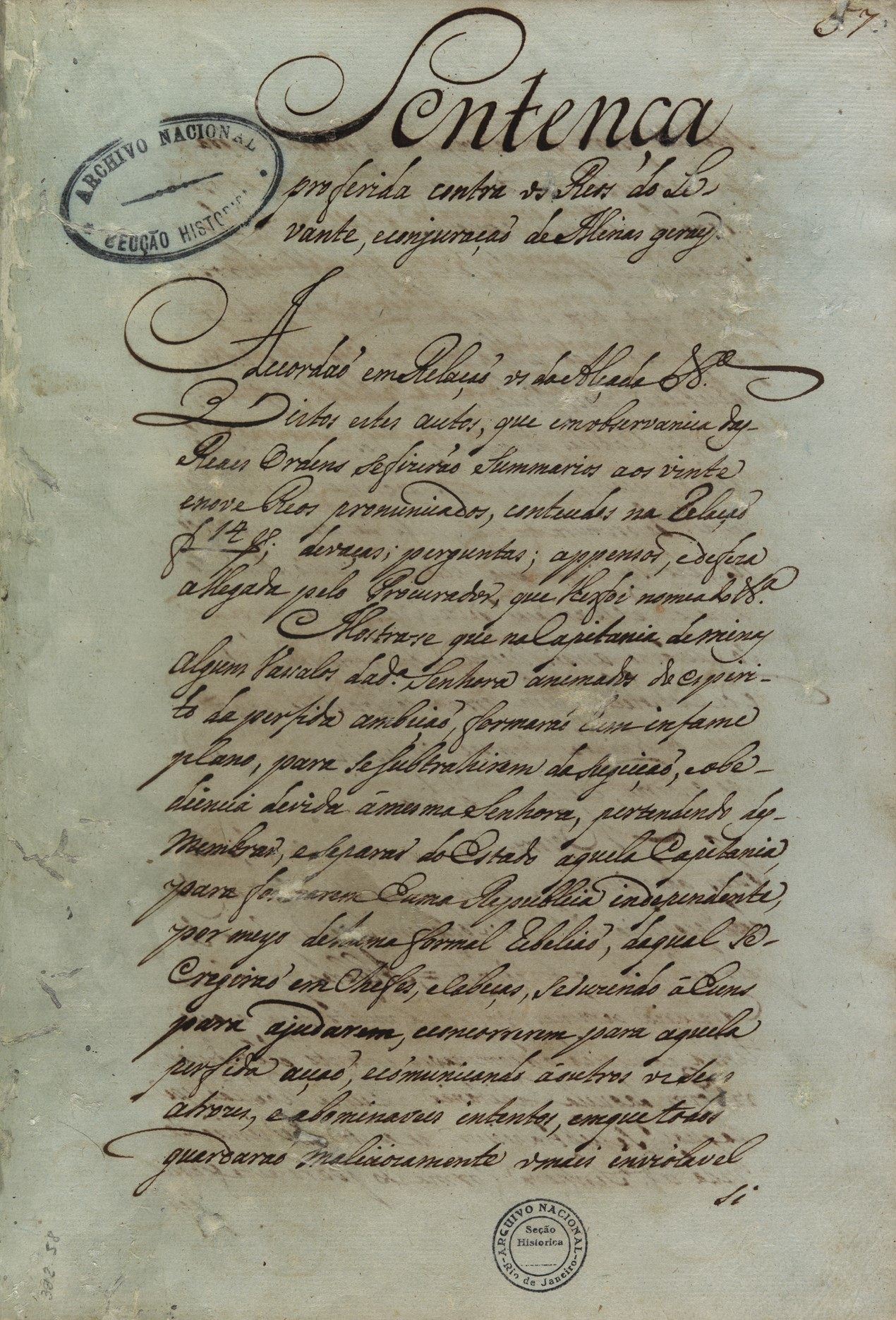
Рішення винесено проти підсудних 1792

Змова в Мінас-Жерайсі (порт. Conjuração Mineira) або Інконфіденсія Мінейра («Змова інконфідентів», порт. Inconfidência Mineira; буквально — «невірність») — змова в бразильському капітанстві Мінас-Жерайс у 1789, спрямована проти колоніального панування Португалії і яка поклала початок боротьби за незалежність Бразилії.

## Підготовка змови
Організувати змову в Мінас-Жерайсі взялося наприкінці 1788 року товариство інконфідентів, членами якого були 34 особи, переважно патріотично настроєні представники інтелігенції, військовики, священнослужителі, торговці.
Спочатку головною метою змови була ліквідація грабіжницьких колоніальних податків, потім висунули вимоги скасування монополій, запровадження свободи торгівлі, захисту місцевої промисловості. Далі програма суспільства почала припускати проголошення Бразилії незалежною республікою, скасування станів і привілеїв, поширення освіти. Найбільш радикальна частина суспільства наполягала також на звільненні рабів, проте багато змовників самі були власниками рабів, тому єдиної думки щодо цього в інконфідентів не було.
На чолі змови став прапорщик Жуакін Жозе да Сілва Шав'єр на прізвисько Тірадентіс. Іншими визначними учасниками були поети Клаудіу Мануел да Кошта, Томас Антоніу Гонзага та Інасью Пейшоту, а також вікарій Карлус Коррея ді Толеду та підполковник Франсіску ді Паула Фрейрі ді Андраді.
Змовники склали план збройного антипортугальського повстання, приуроченого до дня збору недоїмок, і навіть розробили перші закони нового, республіканського уряду.

## Розкриття змови

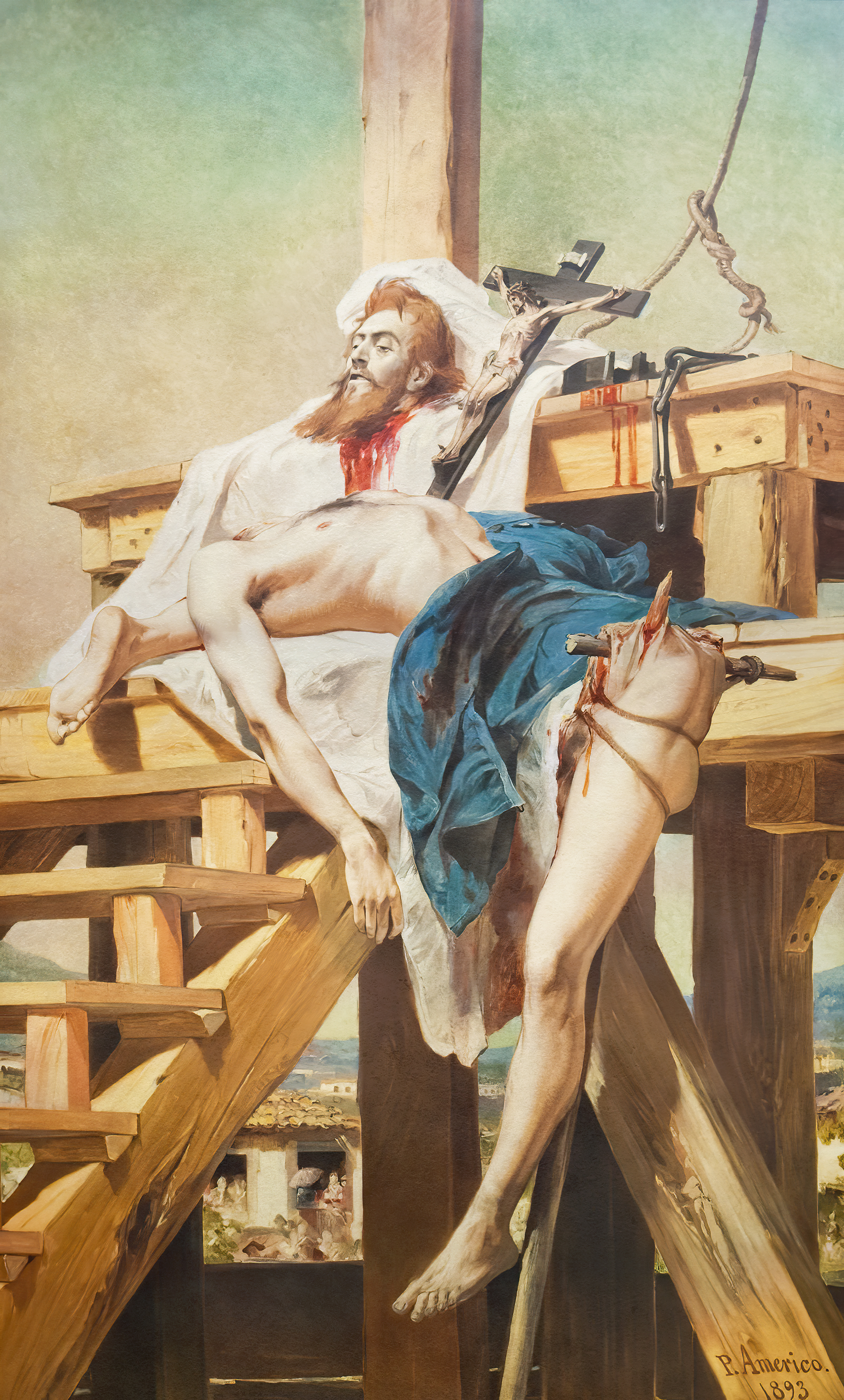
Розчленований Тірадентіс. Картина Педру Америку

Проте змовники не встигли втілити повстання: у травні 1789 троє учасників змови, серед яких був полковник Жуакін Сілверіу дус Рейс, видали плани інконфідентів владі. Усіх змовників заарештовано.
Судова справа щодо членів товариства інконфідентів тривала майже три роки. У результаті 18 квітня 1792 суд засудив дванадцять учасників змови до страти. Однак наступного дня одинадцять із них (за винятком Тирадентіса, який взяв всю провину за організацію змови на себе) помилували й заслали до Африки.
21 квітня Тирадентіса повісили в Ріо-де-Жанейро, а тіло його розчленували.

## Галерея

Прапор інконфідентів
Прапор Мінас-Жерайс

Прапор інконфідентів був білим полотнищем із зеленим трикутником у центрі. Фраза, зображена на ньому — Libertas quæ sera tamen — у перекладі з латині означає: «Свобода, нехай навіть і не відразу». Трикутник був уособленням Святої Трійці, а також трьох ідеалів Французької революції: свободу, рівність, братерство.
Цей прапор замислювався інконфіденти як прапор національного руху за незалежність Бразилії, але пізніше (з невеликими змінами) став прапором штату Мінас-Жерайс.